# Crossosperma cauliflora
Crossosperma cauliflora är en vinruteväxtart som beskrevs av Thomas Gordon Hartley. Crossosperma cauliflora ingår i släktet Crossosperma och familjen vinruteväxter. Inga underarter finns listade i Catalogue of Life.